# Fame (2009)
Fame is een Amerikaanse musicalfilm uit 2009. Het is een remake van de film uit 1980. De film werd geregisseerd door Kevin Tancharoen en geschreven door Allison Burnett. Fame ging in première op 25 september 2009 in de Verenigde Staten, Canada, Ierland en het Verenigd Koninkrijk.

## Plot
Fame gaat over een groep leerlingen die uitgekozen zijn voor "New York's High School for the Performing Arts". De vele "ups" en "downs" maken het voor de leerlingen soms moeilijk, ook omdat alle karakters een eigen achtergrond hebben. Het verhaal gaat samen met een groot aantal dans- en zangacts.

### Eerste jaar
De eerste schooldag vernemen de leerlingen dat de leerkrachten verwachten dat ze alles al kunnen. Mevrouw Kraft maakt zich zorgen over de dansstijl van Kevin, maar ze is heel blij met Alice. In de acteerlessen, voelt Jenny zich ongemakkelijk en ze kan zich niet zo laten gaan als de anderen. In de muzieklessen geeft meneer Cranson kritiek op Victor, terwijl Denise perfect piano speelt. Tijdens de lunchpauze begint iedereen op de tafels te dansen, muziek te maken en te zingen. Terwijl Denise en  Malik ontsnappen aan deze chaos, leren ze elkaar beter kennen. Denise vertelt dat haar ouders denken dat ze op een deftige school zit en dat ze zouden sterven als ze dit zagen.Malik maakt duidelijk dat zijn moeder niet weet dat hij op deze school zit. Net voor het eerste jaar eindigt komt de moeder van Malik erachter dat hij op deze school zit. Het jaar eindigt wanneer de moeder van Malik gaat werken en hij er alleen voor staat.

### Tweede jaar
Tijdens het tweede jaar hebben heel veel leerlingen dieptepunten. Bij de dansles heeft Kevin het nog steeds moeilijk om te volgen. Victor heeft het moeilijk om zich te houden aan de juiste muziek. Hij doet een beetje zijn zin en dat valt niet in de smaak bij meneer Cranson. Malik loopt kwaad de klas uit nadat hij had verteld over zijn dode zusje en meneer Dowd hem vragen had gesteld waarop hij niet wou antwoorden. Denise speelt nog steeds prachtig piano, maar Malik ontdekt dat ze ook een heel mooie stem heeft. Hij overtuigt haar samen met Victor en hijzelf een album op te nemen. Ze stemt ermee in op voorwaarde dat haar strenge vader er niet achter mag komen. Jenny spreekt samen met Marco af in een restaurant waar hij piano voor haar speelt. Het tweede jaar eindigt terwijl ze zoenen.

### Derde jaar
Joy krijgt, nadat ze auditie gedaan heeft, een parttimebaan bij Sesamstraat. Neil heeft een producent leren kennen die geïnteresseerd is in zijn kortfilm. Maar op het einde van het jaar ontdekt Neil dat hij bedrogen is door zijn producent, die met 5000$ is gaan lopen. Malik, Victor en Denise ontmoeten een man van een platenmaatschappij die geïnteresseerd is hun demo. Uiteindelijk blijkt dat hij alleen interesse had in Denise. Hij probeert haar te overtuigen om te blijven, maar ze weigert. Jenny ontmoet Andy Matthews, een voormalige PA-student, op een feest. Hij maakt haar wijs dat hij ervoor kan zorgen dat ze een vaste baan kan krijgen als actrice. Marco vertrouwt Andy niet en vraagt aan Jenny om niet op het voorstel in te gaan. Ze doet het toch, achter de rug van Marco, maar ze komt er snel achter dat het een smoesje van Andy was om haar naar hem te lokken. Ze vertelt aan Marco wat er gebeurd is. Hij is kwaad op haar omdat ze niet naar hem heeft geluisterd en hij maakt het uit.

### Het vierde en laatste jaar
Kevin verneemt tijdens een gesprek mevrouw Kraft dat hij niet genoeg talent heeft om een professionele danser te worden. Kevin ziet het niet meer zitten en probeert zelfmoord te plegen door voor een metro te springen. Gelukkig zien Joy, Jenny en Rosie wat hij van plan is en houden ze hem net op tijd tegen. Op het einde vertrekt Kevin terug naar Iowa waar hij gaat werken als dansdocent. Alice dumpt Victor omdat ze op wereldtournee vertrekt. Joy krijgt het moeilijk op school omdat ze nu fulltime bij Sesamstraat werkt. Victor, Malik en Denise geven een hiphopconcert waarbij haar vader aanwezig is. Eerst is hij woedend op haar, maar uiteindelijk geeft hij toe. Tijdens het concert maken Jenny en Marco het weer goed.
De film eindigt met een schitterende eindshow. De leerlingen halen voor de laatste keer van hun schoolcarrière hun beste dans- en zangacts boven.

## Rolverdeling
- Naturi Naughton: Denise Dupree
- Kay Panabaker: Jenny Garrison
- Collins Pennie: Malik Washburn
- Asher Book: Marco Ramonte
- Paul Iacono: Neil Baczynsky
- Anna Maria Perez de Taglé: Joy Moy
- Paul McGill: Kevin Barrett
- Kherington Payne: Alice Ellerton
- Walter Perez: Victor Taveras
- Kristy Flores: Rosie Martinez
- Debbie Allen: Principal Angela Simms
- Charles S. Dutton: Alvin Dowd de heer
- Bebe Neuwirth: Ms Lynn Kraft
- Megan Mullally: Ms Fran Rowan
- Kelsey Grammer: Mr Joel Cranston

## Filmmuziek
Het album met de filmmuziek lag vanaf 25 augustus 2009 in de winkels. Het bevat een mix van Amerikaanse normen en nieuwe stukken die speciaal voor de film geschreven werden.

### Nummers
- "Welcome to P.A." - Raney Shockne
- "Fame" - Naturi Naughton
- "Big Things" - Anjulie
- "Ordinary People" - Asher Book
- "This Is My Life" - Hopsin, Ak'Sent, Tynisha Keli & Donte "Burger" Winston
- "Out Here on My Own" - Naturi Naughton
- "Street Hustlin'" - Raney Shockne feat. Stella Moon
- "You'll Find a Way" (Switch & Sinden Remix) - Santigold
- "Can't Hide from Love" - Naturi Naughton & Collins Pennie
- "Black & Gold" - Sam Sparro
- "Back to Back" - Collins Pennie feat Ashleigh Haney
- "I Put a Spell on You" - Raney Shockne feat. Eddie Wakes
- "Get On the Floor" - Naturi Naughton & Collins Pennie
- "Try" - Asher Book
- "You Took Advantage of Me" - Megan Mullally
- "Too Many Women" (Damon Elliott Remix) - Rachael Sage
- "Someone to Watch Over Me" - Asher Book
- "You Made Me Love You" - Raney Shockne feat. Oren Waters
- "Hold Your Dream" - Kay Panabaker, Asher Book & Naturi Naughton